# Toljati
Toljati (ruski: Толья́тти [▶]) je veliki grad na jugo-istoku europskog dijela Rusije, u Samarskoj oblasti. Nalazi se u središnjem dijelu toka rijeke Volge na njenoj lijevoj obali (Umjetno jezero Samara) 70 km uzvodno od Samare, nasuprot Žigulovskog gorja. Do 1964. godine zvao se Stavropolj (ruski: Ста́врополь), od grčk. Σταυρόπολη — doslovno «Grad Križa»; susreće se neformalni naziv Stavropolj-na-Volgi ili Stavropolj Volžski.
Populacija urbanog okruga, po podatcima od 1. siječnja 2011., bila je 719.484 stanovnika — to je najveći grad Rusije, koji nije glavni grad federalne jedinice.
Osnovao ga je 1737. godine Vasilij Tatiščev kao grad-utvrdu Stavropolj za zaštitu ruskih zemalja od nomada i za preseljenje pokrštenih Kalmika. U XIX i početkom XX stoljeća bio je poznat u Rusiji kao pristupačno ljetovalište i lječilište kumisom. U 1953. – 1955. godinama premješten je na više mjesto, kako kod stvaranja umjetnog jezera Samare stari grad ne bi bio poplavljen. Od 1964. godine nosi ime talijanskog komunista Palmira Togliattija. U 1970-im je bio nagli porast u populaciji zbog izgradnje AvtoVAZa, koji je danas glavno poduzeće.

## Fizičke značajke

### Zemljopisni položaj
Toljati se nalazi u središnjem dijelu toka rijeke Volge na njenjoj lijevoj obali, 70 km uzvodno od Samare. Grad se nalazi na stepskom platou na lijevoj obali umjetnog jezera Samare prema sjeveru od Samarskog Zavoja na području s koordinatama 53°28' (poluotok Kopylova) — 53°35' (industrijska zona Avtozavodske četvrti) sjeverne geografske širine (oko 17,5 km) i 49°12' (industrijska zona Avtozavodske četvrti) — 49°54' (Povolški mikrorajon) istok (oko 39 km). Ukupna duljina granica grada je — 149 km, na kojima on graniči sa Stavropoljskim rajonom Samarske oblasti i gradom Žiguljovskim.

## Kriminal

### Organizirani kriminal
Grad također ima reputaciju za nasilje bandi između grupa koje se natječu za kontrolu poslovanja automobilima.

### Nasilni zločini
Grad je bio svjedok mafijaškim ubilačkim pohodima - bilo je 550 naručenih ubojstava u Toljatiju tijekom 1998. – 2004., pet od tih ubijenih bili su novinari.

### Korupcija
Gradski gradonačelnik od 2000. – 2007., Nikolaj Utkin je bio osuđen na sedam godina zatvora na temelju optužbi za korupciju.

## Vanjske poveznice
- Službene stranice grada Toljatija  Arhivirana inačica izvorne stranice od 3. lipnja 2019. (Wayback Machine)